# هپتان

C7H16
هپتان(به انگلیسی: Heptane) ترکیبی آلی از دسته آلکان‌ها با هفت اتم کربن است.

## ایزومرهای نرمال هپتان
هپتان خطی را می توان از روغن کاج جفری بدست آورد.
شش ایزومر شاخه ای بدون کربن می تواند با ایجاد یک الکل ثانویه یا ثانویه مناسب با واکنش Grignard ، تبدیل آن به یک آلکن توسط کم آبی و آماده سازی هیدروژنه در مرحله دوم تهیه شود. ایزومر 2،2-دی متیل پنتان می تواند با واکنش کلرید ترت بوتیل با برمید منیزیم n-propyl تهیه شود.  ایزومر 3،3-دی متیلپنتان را می توان از تر-آمیل کلرید و اتیل منیزیم برمید تهیه کرد.
1. ↑  "n-heptane - Compound Summary". PubChem Compound. USA: National Center for Biotechnology Information. 16 September 2004. Identification and Related Records. Retrieved 2 January 2012.